# Ácido betalámico
El ácido betalámico es un iminoácido piperidínico el cual es precursor de pigmentos tales como las betalaínas. Solo se encuentra en plantas Centrospermae (Caryophyllidae, Cronquist). Se ha detectado en forma simple en Beta vulgaris (betabel), Celosia cristata y Portulaca grandiflora UV: [neutral]λmax = 430. Es sensible al aire, a los ácidos y a las bases fuertes.

## Síntesis
Büchi y Hilpert han propuesto diversos métodos de síntesis.

## Biosíntesis
El ácido betalámico se forma por la hetero ciclización de la secoDOPA.